# 1.44 (航空機)
 1.44 (Изделие 1.44)
2015年のMAKSで展示された1.44
- 用途：概念実証機
- 分類：試作機
- 設計者： RSK「MiG」
- 製造者：
- 初飛行：2000年2月29日
- 生産数：1機
- 運用状況：開発中止
- ユニットコスト：約84億円

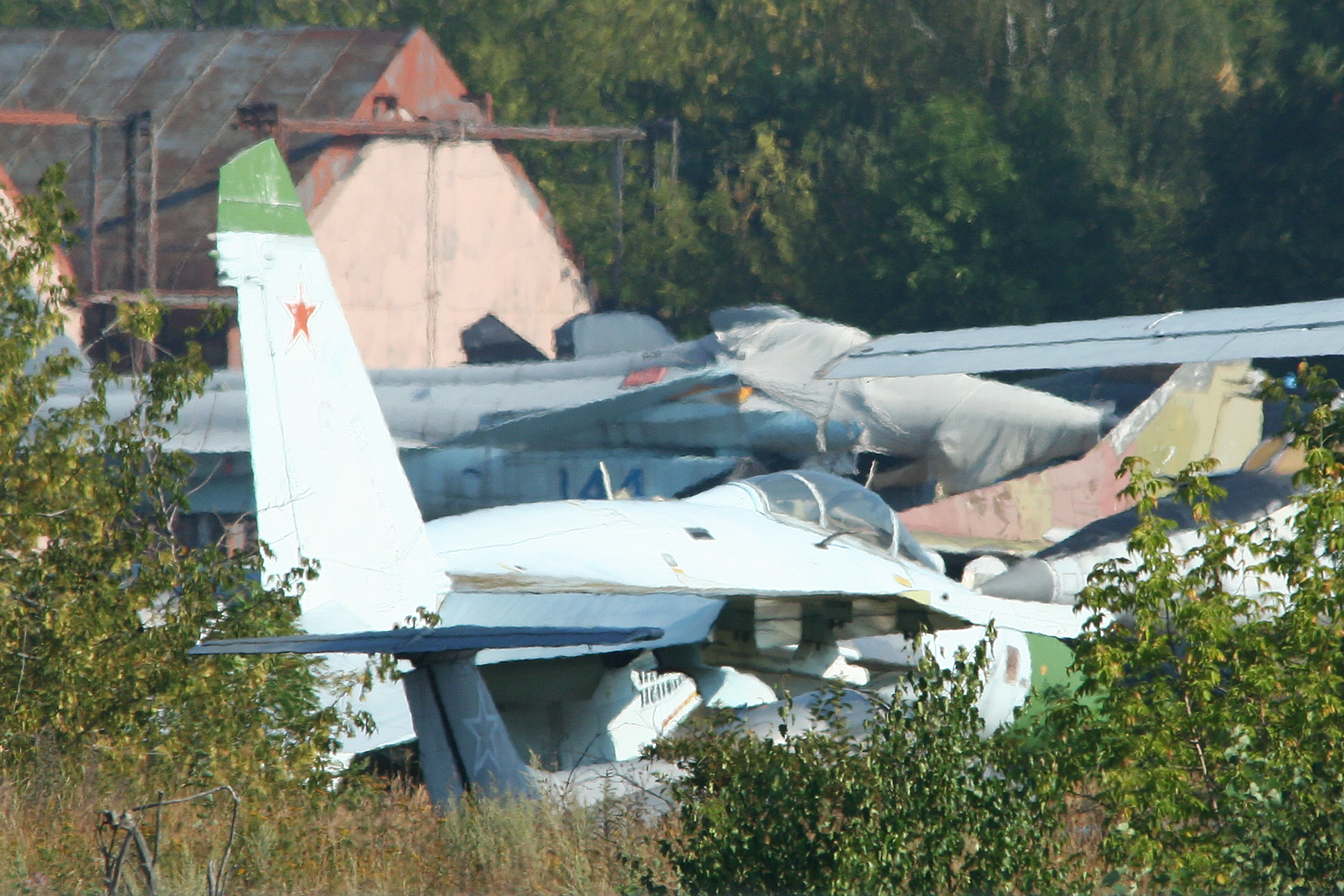
ロシア空軍100周年記念航空ショー（2012年）の際に撮影された1.44（画面奥、エアインテーク側面に「144」と記され機首をカバーで覆われた機体）。

1.44は、ロシア空軍向けにミコヤン（MiG)が開発した、第5世代ジェット戦闘機にあたる概念実証機。製品（イズジェーニヤ）1.44（ロシア語:Изделие 1.44）とも呼ばれる。アメリカのATF（先進戦術戦闘機）計画への対抗を目的としたMFI（多機能前線戦闘機）計画に基づく1.42のデモンストレーター機として開発され、2000年に初飛行したが、ロシアの財政難により計画は進展していない。
北大西洋条約機構(NATO)の使用するNATOコードネームはフラットパック (Flatpack)。当機は試作機ゆえにプレフィックスが無く紛らわしいため、便宜上MiG-1.44と呼称されることがある。また、資料によってはMiG-35、MiG-39、MiG-42、MiG-MFIなどの誤用も散見される。

## 概要
ソ連空軍は1981年に、アメリカのATF計画に対抗できる多機能前線戦闘機の開発計画、MFI計画を発表し、ロシアの軍用機メーカー各社に機体設計の提案を求めた。ミコヤンもこの計画に参加し、独自で1.42（MiG-1.42と呼ばれる事もあった）という戦闘機をソ連空軍に提案した。その後1.42は、MFI計画での有力な候補機と位置づけられ、ヤコヴレフ案との比較の末、ロシアの第5世代ジェット戦闘機に選定された。ミコヤンは1.42の基本設計を1985年までに済ませ、同時に1.42のデモンストレータ機となる1.44の開発も1989年に開始した。
MFI計画中にソ連が崩壊し、計画はロシアが引き継ぐ事になるが、財政難などで先行きが危うくなっていた。ミコヤンでは1.44の初飛行は1995年に行う予定であったが、MFI計画の進展状況から考えて初飛行を控え、1.44は長い間保管されていた。状況は悪化の一途をたどり、MFI計画は1997年に中止された。しかしライバルのスホーイが、1997年にSu-47を初飛行させた事から、ミコヤンは1.44の写真を1998年12月に公式公開、2000年2月29日には初飛行に成功した。
初飛行後は情報がなかったが、2013年にグロモフ飛行研究所の格納庫で保管されていることが報道されている。報道によれば1.44は良好な状態に保たれており、理論的には必要ならば飛行実施も可能とされているが、実際には多大な組織的準備及び膨大なリソースが必要であるため、実際には動作していないとしている。また解体の予定はないともされており、グロモフでは維持の為、1年間に約800万ルーブルを費していると伝えている。その後2015年開催のMAKSにおいて初めて地上展示された。
MiGでは1.44の空力形状や試作機の開発を基にして、それを発展させた「PAK FAの軽量版」(軽戦闘機)を開発しているとされている。

## 設計
1.44は、開発当時のトレンドであったクロースカップルドデルタ翼機である。主翼後退角は48度で主翼後縁にはエルロンを兼ねたフラップを2枚有する。垂直尾翼直下の機体下部に舵面付きのベントラルフィンを装備している。エンジンは本機のために新規開発したAL-41Fターボファンを2基搭載する。AL-41Fは二次元推力偏向ノズルを装備しそれぞれ左右に15度、上下に8度ずつ可動し、高い空中機動性を発揮する。操縦システムには、新型のフライ・バイ・ワイヤシステムKSU-1-42が導入されている。また、ユーロファイター タイフーン1機あたりに搭載されているEJ200 2基分の合計推力を、当エンジン1基だけで発揮できる大推力のAL-41エンジンを双発で装備している。これにより超音速巡航能力を有している。
ステルス性にも配慮が行われており、可変面積式エアインテークはS字に曲げられインテークの内側や外装には電波吸収材が使用され、内側のエンジンノズルには熱探知を避けるためセラミックタイルを装備している。また、機体にはウェポンベイが設けられ、ミサイルや爆弾などの兵装はここに格納される。

## スペック
- 全長：19.00 m
- 全幅：15.00 m
- 全高：4.50 m
- 主翼面積：90.5 m²
- 空虚重量：18,000 kg
- 最大離陸重量：35,000 kg
- 最大速度：マッハ2.6 (2761.2 km/h)
- 航続距離：4,000 km
- 発動機：リューリカ＝サトゥールン AL-41F×2

(アフターバーナー時に約176kN/39,680 lb)
- 実用上昇限度：17,000 m
- 乗員：1名
- 武装
  - 固定: GSh-30-1
  - ミサイル: R-77、R-73/-74、R-37、Kh-29、Kh-31、Kh-55、Kh-61、P-270、
  - 爆弾: KAB-500（ロシア語版）、KAB-500L（英語版）、KAB-500KR（英語版）、KAB-1500TK、ODAB-500P（ロシア語版）

## 登場作品
『エアフォースデルタ』
プレイヤー機として選択可能。
『エースコンバットシリーズ』
複数の作品で登場。プレイヤー機として選択可能。作中では「MiG-1.44」と標記される。
『絶対可憐チルドレン』
ロビエト空軍の戦闘機として、1.44に似た機体が登場。